# 第14F海軍航空隊
第14F海軍航空隊（だい14Fかいぐんこうくうたい、仏: Flottille 14F）は、かつてフランス海軍海軍航空隊にあった攻撃機部隊。1953年1月15日にフランス領インドシナのバク・マイ第190空軍基地で新編され、1991年7月1日にランディヴィジオ海軍航空基地で解隊した。

## 歴史
第14F海軍航空隊は、チャンスボートAU-1飛行隊として、1953年1月15日に第一次インドシナ戦争中のフランス領インドシナに所在するバク・マイ第190空軍基地で新編され、休戦協定が成立する1954年7月まで活動した。翌1955年にはフランス本土のド・キュエル＝ピエールフー海軍航空基地に所属航空機未配備の状態で移駐し、チャンスボートF4U-7が配備された。1956年にはアルジェリア戦争中のフランス領アルジェリアに秩序維持作戦のため派遣され、数か月後には空母アローマンシュ（R95 Arromanches）に搭載されて地中海に展開してスエズ動乱に対応し、同年12月にフランスへ帰還後、再びアルジェリア戦争に投入された。
1961年7月にはチュニジアのカロウバ海軍航空基地に展開し、チュニジア国内での任務に従事、1963年
8月にド・キュエル＝ピエールフー海軍航空基地へ帰還した。1964年8月にF4U-7の運用終了となり、第14F海軍航空隊も同年10月1日に解隊されたが、チャンスボートF-8E(FN)飛行隊として1965年3月1日にラン＝ビウエ海軍航空基地で再編成された。1979年にはダッソーシュペルエタンダールに機種転換し、運用形態が防空任務から戦術攻撃任務に変更された。第14F海軍航空隊におけるシュペルエタンダールの運用は約10年に及んだが、予算削減の影響により1991年7月1日に解隊した。

## 配備基地の変遷
- バク・マイ第190空軍基地（英語版）（フランス領インドシナ・ハノイ）（1953年1月 - 1954年7月）
- ド・キュエル＝ピエールフー海軍航空基地（プロヴァンス＝アルプ＝コート・ダジュール地域圏ヴァール県）（1955年7月 - 不明）
- R95 アローマンシュ（1956年12月）
- R96 ラファイエット（1956年12月）
- ディエール・ル・パリヴェストル海軍航空基地（プロヴァンス＝アルプ＝コート・ダジュール地域圏ヴァール県）（1956年12月 - 1961年6月）
- カロウバ海軍航空基地（フランス語版）（チュニジア・ビゼルト県ビゼルト）（1961年7月 - 1963年7月）
- ド・キュエル＝ピエールフー海軍航空基地（プロヴァンス＝アルプ＝コート・ダジュール地域圏ヴァール県）（1963年8月 - 1964年8月）
- ラン＝ビウエ海軍航空基地（ブルターニュ地域圏モルビアン県）（1965年3月 - 1968年7月）
- ランディヴィジオ海軍航空基地（ブルターニュ地域圏フィニステール県）（1968年8月 - 1991年6月）

## 歴代運用機

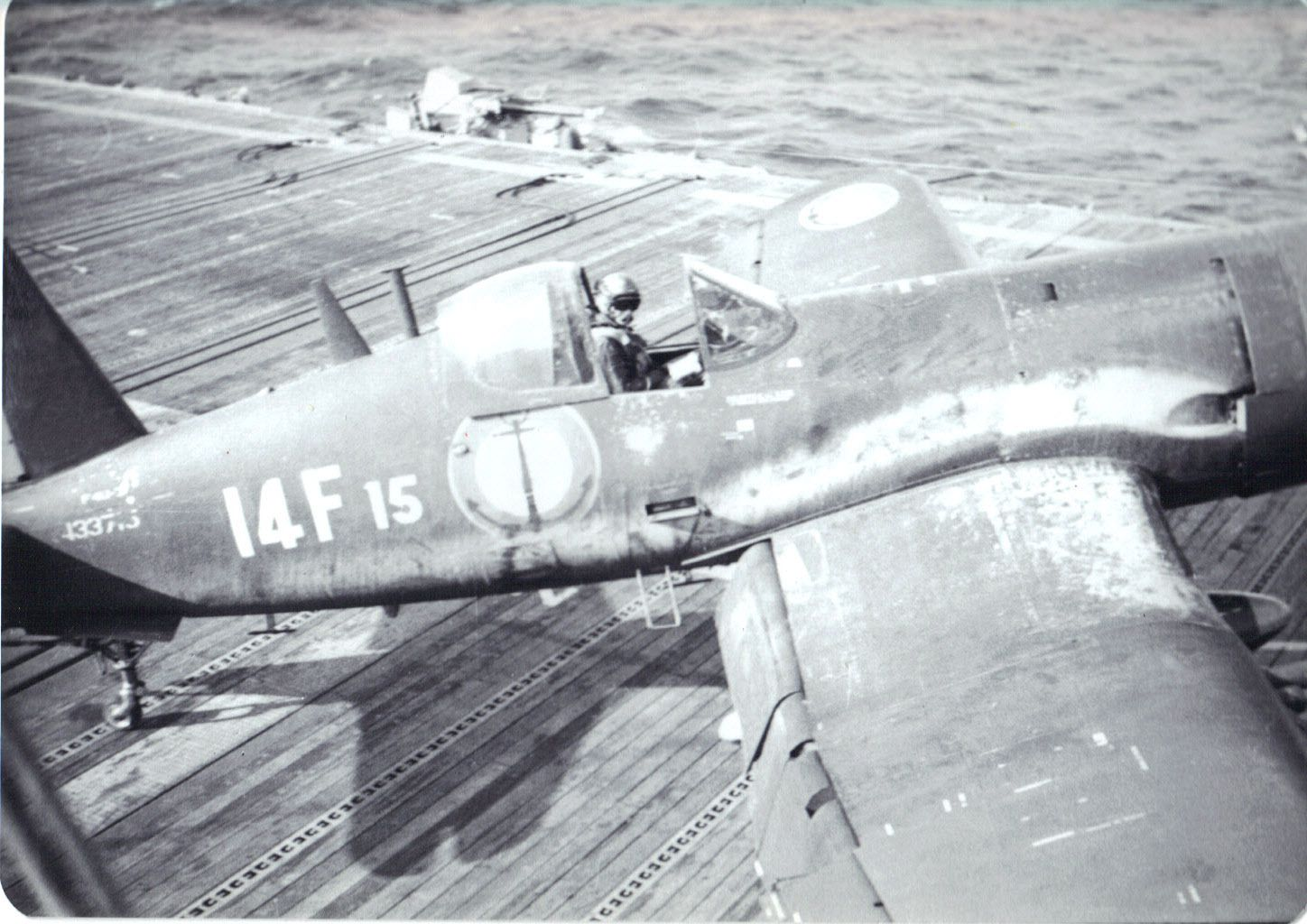
第14F海軍航空隊で運用したF4U-7

- AU-1/F4U-7（1953年1月 - 1964年8月）
- F-8E(FN)（1965年3月 - 1979年5月）
- シュペルエタンダール（1979年8月 - 1991年6月）